# مونشاين (فلم 1918)
مونشاين (بالإنجليزية:Moonshine) فيلم أمريكي كوميدي قصير صامت أنتج سنة 1918 من تأليف وإخراج وبطولة فاتي آرباكل.

## طاقم التمثيل
- روسكو "فاتي" آرباكل
- باستر كيتون
- آل سانت جون
- أليس ليك
- تشارلز دادلي
- جو بوردو

## وصلات خارجية
- مونشاين على موقع IMDb (الإنجليزية)
- مونشاين على موقع قاعدة بيانات الفيلم (الإنجليزية)
- مونشاين على موقع ليتربوكسد (الإنجليزية)
- مونشاين على موقع كينوبويسك (الروسية)